# The Vampire Lovers
The Vampire Lovers (bra: Carmilla, a Vampira de Karnstein) é um filme britano-estadunidense de 1970, do gênero terror, dirigido por Roy Ward Baker para a Hammer Film Productions, com roteiro de Tudor Gates, Harry Fine e Michael Styles baseado no livro Carmilla, de Sheridan Le Fanu, e trilha sonora de Harry Robinson.

## Sinopse
Misteriosa condessa, em visita ao exterior para ver um amigo doente, aceita a hospitalidade do general Spielsdorf, que, sem saber, abre as portas para uma terrível vampira.

## Elenco
- Ingrid Pitt ....... Marcilla / Carmilla / Mircalla Karnstein
- George Cole ....... Roger Morton
- Kate O'Mara ....... a governanta
- Peter Cushing ....... General von Spielsdorf
- Ferdy Mayne ....... Doutor
- Douglas Wilmer ....... Barão Joachim von Hartog
- Madeline Smith ....... Emma Morton
- Dawn Addams ....... a Condessa
- Jon Finch ....... Carl Ebhardt
- Pippa Steel ....... Laura
- Kirsten Lindholm ....... primeira vampira
- Janet Key ....... Gretchin
- Harvey Hall ....... Renton
- John Forbes-Robertson ....... homem de preto
- Charles Farrell ....... Landlord